# 秋山裕靖
秋山 裕靖（あきやま ひろやす、1961年〈昭和36年〉10月24日 - ）は、山形放送（YBC）の元アナウンサー。

## 来歴・人物
静岡県富士市出身。獨協大学卒業後、1986年にYBC入社。看板ニュース番組をそつなくこなすキャスターである一方、同局のラジオ番組ではハジけたトークを展開していた。2008年にYBC退職。
アナウンサーを目指すようになったのは、大学4年生の夏にトイレットペーパーに浮き出ていた「司」の文字を「偉大な司会者になるべき」“天のお告げ”と思ったことからという。元同局アナウンサーの芳賀道也の自称でもあった「山形の徳光和夫」との呼び声も高かった。
山形放送在籍中「やまがたサンデー5」で出した番組のセットを壊すNGは、全国ネットのNG特集で何度も放送された。
YBCを退職後は心機一転、友人と立ち上げた旅行会社でアメリカで精力的活動をしている。

## 過去の出演番組

### テレビ番組
- YBCニュースプラス1
- YBC Newsリアルタイム
- やまがたサンデー5
- YBC金曜アップ!

### ラジオ番組
- 青春キャンパス[1]
- オール日産日曜大作戦[1]
- 秋山裕靖の快汗!ダイナマイトサンデー